# Pchlica wodna
Pchlica wodna, pchliczka wodna (Podura aquatica) – jeden z przedstawicieli rzędu skoczogonków. Jest koloru ciemnego do czarnego, postać dorosła ma 1,1-1,3 mm długości. Z wyglądu niezgrabna i krępa, na ciele ma fałdy i wałki, czułki jej są krótkie, czteroczłonowe. Zwierzęta te, wyglądające jak czarne punkty, można znaleźć na brzegach kałuż i rowów, stawów i jezior, nieraz w olbrzymich ilościach. Wygląda to nieraz tak, jakby rozsypano czarny gruboziarnisty proszek. Zaniepokojone skaczą we wszystkich kierunkach (stąd nazwa pchlica), spadając przy tym i na powierzchnię wody, gdzie nie toną, lecz przyciągając się wzajemnie, tworzą drobne skupiska. Żywią się przeważnie miękkimi częściami roślin.
Występuje na terenie: Europy, Azji i Ameryki Północnej.